# Шлезвиг-Гольштейн-Лига
Шлезвиг-Гольштейн-Лига (нем. Schleswig-Holstein-Liga), иногда также упоминается как Oberliga Schleswig-Holstein — футбольная Оберлига, представляет собой часть пятого уровня системы немецких футбольных лиг; наивысшая футбольная лига федеральной земли Шлезвиг-Гольштейн.

## История

### Современная история
На конец сезона 2007/08, новосозданная Третья лига заместила собой упразднённую в ходе изменений Оберлигу Север. Четыре северных германских земли, таким образом, остались единственными федеральными землями, в которых не было своего аналога Оберлиги, и пять Фербандслиг поместились прямо под Региональную лигу «Север», параллельно с двумя NOFV-Оберлигами. На конец того же сезона 2007/08 пять победителей северных фербандслиг играли с занявшей шестое место командой из Оберлиги Север за одно последнее место в Региональной лиге. В будущих сезонах, продвижение вверх для шлезвиг-гольштейнского чемпиона становилось возможным лишь через серию матчей плей-офф с победителями лиг Гамбурга и Бремена. Эти три команды соревнуются за одно вакантное место в будущем сезоне в Региональной лиге «Север».
Шлезвиг-Гольштейн-Лига, тем самым, подтвердила свой статус пятой по уровню сложности лиги. Этот факт означает, что эта лига в настоящий момент стоит в одном ряду с другими оберлигами Германии. Соответственно, лига оставила название «Фербандслига» и взяла простое название Шлезвиг-Гольштейн-Лига. После этого нижестоящие по рангу лиги региона приняли название со словом «Фербандслига».